# جامع شيخ عثمان طويلة (بيارة)
جامع ومرقد الشيخ عثمان (في قرية طويلة) في حلبجة بمحافظة السليمانية، ويعتبر من مساجد العراق الأثرية القديمة، وبني قبل مائتي عام في عهد الدولة العثمانية، وإلى جواره مرقد الشيخ عثمان الملقب بسراج الدين النقشبندي، المولود في قرية طويلة عام 1195هـ/1780م.
ويقع الجامع على سفوح جبال قضاء حلبجة في ناحية بيارة بقرية طويلة، والجامع واسع وكبير وذو تصميم أثري مميز تعلوه قبتان بيضاويتا الشكل غلفت احداها بمادة الألمنيوم، وتحيط بمبنى الجامع الأشجار من مختلف جهاته، وتتوسطه بركة ماء تسر الناظرين.
ولقد كان أصل هذا الجامع مدرسة دينية لتعليم الشريعة الإسلامية، وتقام فيه الصلوات الخمس، وجرى تجديده عام 1431هـ/2010م، وتبلغ مساحته الكلية 2500م2.